# Emerkingen
Emerkingen – miejscowość i gmina w Niemczech, w kraju związkowym Badenia-Wirtembergia, w rejencji Tybinga, w regionie Donau-Iller, w powiecie Alb-Donau, wchodzi w skład związku gmin Munderkingen. Leży w dolinie Dunaju, ok. 32 km na południowy zachód od Ulm.